# Карнахан, Джо
Джозеф Аарон «Джо» Карнахан (англ. Joseph Aaron "Joe" Carnahan, род. 3 мая 1969) — американский независимый кинорежиссёр, сценарист, кинопродюсер и актёр. Известен своими фильмами «Кровь, наглость, пули и бензин», «Наркобарон», «Козырные тузы» и «Команда-А».

## Ранние годы
Джо Карнахан родился в Делавэре, а вырос в Детройте, штат Мичиган и Фэрфилде, штат Калифорния. Он — брат американского сценариста Мэттью Карнахана и продюсера Леи Карнахан.
Джо учился в школе Fairfield High School в Калифорнии, которую закончил в 18 лет. Он продолжил учёбу сначала в Университете Сан-Франциско, а затем в Калифорнийском государственном университете в Сакраменто, где получил степень бакалавра искусств в области кинематографии.
В середине 1990-х годов он работал в рекламном отделе телеканала KMAX-TV в Сакраменто, где занимался производством короткометражных фильмов, таких как «Wired to Blow», «Gunpoint», а также «For Sale By Owner».

## Карьера в кино
В 1998 году Карнахан получил почитание и несколько признаний критиков за фильм «Кровь, наглость, пули и бензин», премьера которого состоялась в сентябре 1997 года на «New York’s Independent Feature Film Market», а затем в 1998 году на кинофестивале «Сандэнс».
В 2002 году он выпустил фильм-триллер «Наркобарон» с Рэйем Лиоттой и Джейсоном Патриком в главных ролях, съёмки которого проводились в Детройте. Карнахан был назначен продюсером фильма «Миссия невыполнима 3», производства Тома Круза и Пола Вагнера (который также был исполнительным продюсером фильма «Наркобарон»), однако впоследствии он оставил производство из-за расхождения во взглядах на характер фильма. В октябре 2005 года было объявлено, что Карнахан будет снимать фильм, основанный на жизни осужденного торговца наркотиками Уилла Райта, но проект был заброшен.
Его следующий фильм, «Козырные тузы», был произведён в 2006 году и выпущен в январе 2007 года. Также, Карнахан является соавтором сценария фильма «Гордость и слава», премьера которого состоялась в 2008 году.
Карнахан также участвовал в съёмках кинематографической адаптации романа Джеймса Эллроя «Белый джаз» с Джорджем Клуни в главной роли, но вскоре актёр отказался от участия в производстве фильма, и оно было остановлено. В 2010 году Карнахан и его друг Брайан Блум были наняты компанией Fox для восстановления производства их давнего проекта «Команда-А», основанного на популярном одноименном телесериале 80-х годов. Фильм заработал 177 миллионов долларов в мировом прокате, став самым кассовым фильмом режиссера.
В 2012 Карнахан снял триллер «Схватка» с Лиамом Нисоном в главной роли. В 2013—2015 годах — руководил съемками трёх эпизодов мистического криминального сериала «Черный список», главные роли в котором исполнили Джеймс Спейдер и Меган Бун. Параллельно, за 2014—2015 годы режиссер снял 4 эпизода политического сериала «Положение дел» для NBC с Кэтрин Хайгл и Элфри Вудард.
В 2020 году вышел комедийный боевик «Плохие парни навсегда», одним из авторов сюжета к которому был Джо. В 2021 году вышел научно-фантастический боевик «День курка», над которым Карнахан работал как режиссер, сценарист и продюсер. В фильме снялись Мел Гибсон, Фрэнк Грилло и Наоми Уоттс.

## Прочее
Карнахан входит в состав художественного совета беспартийной антикоррупционной организация Represent.Us.

## Фильмография

### Режиссёр
- 1998 — Кровь, наглость, пули и бензин / Blood, Guts, Bullets and Octane
- 2002 — Наркобарон / Narc
- 2002 — BMW напрокат / The Hire
- 2007 — Козырные тузы / Smokin' Aces
- 2010 — Команда-А / The A-Team
- 2011 — Схватка / The Grey
- 2013 — Чёрный список / The Blacklist (2 эпизода)
- 2014 — Драйвер на ночь / Stretch
- 2014 — Положение дел / State of Affairs (4 эпизода)
- 2021 — День курка / Boss Level
- 2021 — Хороший, плохой, коп / Copshop
- 2025 — Лига теней[англ.] / Shadow Force
- 2026 — Лакомый кусок / The Rip
- TBA — Выживший / Not Without Hope

### Сценарист
- 1998 — Кровь, наглость, пули и бензин / Blood, Guts, Bullets and Octane
- 2002 — Наркобарон / Narc
- 2007 — Козырные тузы / Smokin' Aces
- 2008 — Гордость и слава / The Fourth Kind (с Гэвином О’Коннором)
- 2010 — Команда-А / The A-Team (с Брайаном Блумом и Скипом Вудсом)
- 2010 — Козырные тузы 2: Бал смерти / Smokin' Aces 2: Assassins' Ball
- 2011 — Схватка / The Grey (с Йеном Маккензи Джефферсом)
- 2013 — Чёрный список / The Blacklist (2 эпизода)
- 2014 — Драйвер на ночь / Stretch
- 2014 — Положение дел / State of Affairs (2 эпизода)
- 2018 — Жажда смерти / Death Wish (с Скоттом Александром)
- 2020 — Плохие парни навсегда / Bad Boys
- 2021 — День курка / Boss Level
- 2026 — Лакомый кусок / The Rip
- TBA — Выживший / Not Without Hope

### Продюсер
- 1998 — Кровь, наглость, пули и бензин / Blood, Guts, Bullets and Octane
- 2009 — Четвёртый вид / The Fourth Kind
- 2010 — Козырные тузы 2: Бал смерти / Smokin' Aces 2: Assassins' Ball
- 2011 — Схватка / The Grey
- 2013 — Чёрный список / The Blacklist (исполнительный)
- 2014 — Драйвер на ночь / Stretch
- 2014 — Положение дел / State of Affairs (исполнительный)
- 2021 — День курка / Boss Level

### Актёр
- 1998 — Кровь, наглость, пули и бензин / Blood, Guts, Bullets and Octane — Сид Фрэнч
- 2010 — Команда-А / The A-Team — Майк
- 2014 — Драйвер на ночь / Stretch — Агент ФБР (в титрах не указан)